# Lijst van burgemeesters van Enschede
Dit is een lijst van burgemeesters van de Nederlandse gemeente Enschede in de provincie Overijssel.

## 16e eeuw
- ( - ) - Gert to Lasonder (alias Lasunder den Olden) (±1500-±1580)
- (1537) - Hermannus Cost
- ( - ) - Joan Cost (±1505-?)
- (1593-1609) - Gerrit Lasonder (alias Smid) (±1550-1616)
- (1595-1605) - Melchior Geerlings
- (1595, 1609) - Hindrick Haminck
- (1595-1622) - Pelgrim Cost (±1540-±1600)
- (1595-1609) - Henrick Roters
- (1595-1598) - Cornelius van Ulsen
- (1597-1605) - Johan Kremer
- (1597-1605) - Arent Sweerinck
- (1598) - Lucas Becker (±1570-±1610)
- (1598) - Berent Brouwers
- (1598) - Johan Helmichs

## 17e eeuw
- (1605-1609) - Egbert Jorissen
- (1605-1622) - Geert Cost
- (1609-1622) - Frederick Adolfs
- (1609-1618) - Lucas Becker
- (1609-1622) - Lammert Brouwer
- (1609) - Hindrick Eigerkinck
- (1609) - Jasper Geerlichs
- (1609-1619) - Hinderick Smit
- (1609) - Evert van Weerselo
- ( - ) - Leffert Lasonder (alias Smid) (±1585-±1665)
- (1618-1622) - Johan Cost
- (1618-1622) - Albert de Laer
- (1622) - Michael van Berchum
- (1627?-1639) - Everwijn Palthe (1609-1669)
- (1629) - Johan toe Wagelaer (±1565-±1640)
- (1637) - Derck Jorissen
- (1644) - Leyffert Lasonder (±1595-?)
- (1646) - Derck Rooters
- (1646) - Hendrik Derckenck
- (1646) - Berend Thyesinck
- (1646) - Joan Cost
- (1646) - Herman Menkmaeth
- (?-1651) - Johan Becker (±1605-±1675)
- (1651-1672) - Jurrian Stroink (±1615-1684)
- (1659) - Jan Cost Sr.
- (1659) - Everwijn Palthe
- (1659) - Heinrich Derckinck
- (1659) - Berent Thyesinck
- (1660-1682) - Laurens Lasonder (±1615-±1683)
- (1669) - Gerhard Palthe (?-1678)
- ( - ) - Pelgrom Lasonder (±1585-±1670)
- (1672 - 1673) - Hendrik Cost (±1610-na 1680)
- (1672 - 1673) - Berent Tesink
- (1677) - Hendrik Teylers (1612-?)
- (1679 - 1711) - Gerrit Lasonder (±1640-±1720)
- (1682) - Jan Leurink
- (1698) - Joan Becker
- (1698 - 1704) - Lucas Becker

## 18e eeuw, tot1811
- (1700 - 1708, 1722 - 1725) Thomas Broekhuys, werd in 1708 stadssecretaris
- (1700 - 1733) - Gerrit Elshoff
- (1700 - 1713) - Pelgrim Jorrisen
- (1700 - 1722) - Pelgrum Lasonder
- (1701 - 1712) - Jan Steenbergh
- (1701 - 1704) - Herman Stroink (±1645-1721), broer van Jan Stroink
- (1705 - 1706) - Gerhard Becker Linthuys
- (1705 - 1711) - Jan Stroink (±1645-±1720), broer van Herman Stroink
- (1706 - 1728) - Jan ten Bouhuys
- (1709 - 1716) - Egbert Becker
- (1710 - 1752) - Abraham Strick
- (1711 - 1713) - Hendrik Becker
- (1711 - 1733) - Jan Becker Linthuis
- (1711 - 1751) - Georg Stroink, zoon van Joan Stroink
- (1712 - 1750) - Nicolaas Stoltenkamp (±1680-±1755, apotheker en chirurgijn)
- (1718 - 1763) - Hendric Pennink (1691-1770)
- (1720 - 1728) - Hendrik Steenberg
- (1720 - 1742) - Lambert Stockman
- (1727 - 1732) - Jacob Lasonder
- (vóór 1729) - Coenraad Kock
- (1731 - 1737) - Roelof Beckers
- (1733 - 1737) - Jan Bossier (1684-1765)
- (1733 - 1737) - Everwijn Stockman, werd stadssecretaris
- (1733 - 1774) - Jurriaan Stroink R.f. (1704-1774)
- (1733 - 1753) - Jan Willem Zwiers
- (1742 - 1753) - Willem Linthuys
- (1750 - 1753) - Laurens Bekker (±1690-±1760)
- (1750 - 1763) - Jan Steenberg
- (1753 - 1772) - Hendrik Hoedemaker (1733-1814)
- (1753 - 1775) - Hendrik Gerritzen
- (1749 - 1791) - Hendrik Sweers (of Zwiers), procureur
- (1763 - 1795) - Jan Berend Lasonder
- (1763 - 1795) - Hendrik Weddelink
- (1771 - 1803) - Bernardus Immink, medisch doctor
- (1773) - Barend Blijdestein
- (1774 - 1781) - Willem Stroink
- (1775 - 1803) - Engbert ter Kuile
- (1780 - 1803) - Hendrik Jan van Heek (1733-1808),
- (1781 - 1787) - Hieronymus Pennink (1745-1830), werd stadssecretaris van Ootmarsum
- (1788 - 1791) - Cornelis Soeters
- (1791 - 1795) - W.Ph.Car. Greve
- (1795 - ?) - Bernard ten Pol
- (1803 - ?) - Jan Lasonder (geb.1740)
- (1803 - ?) - Berent van Lochem
- (1803 - na 1808) - Johannes Wagelaar
- (1806) - Hendrik Jan van Heek, Abraham Ledeboer, Barend van Lochem, Jan Lazonder, Othmar ten Cate en Johannes Wagelaar, zoals in dat jaar vermeld op twee halfronde stenen op de nieuwe Espoort.[1]

## gemeente Enschede
- (1811-1818) - Jan Bernard Blijdenstein (1756-1826)
- (1818-1829) - Jan van Lochem Jz. (1774-1829)
- (1829-1851) - Hendrik ter Kuile (1779-1853)
- (1851-1862) - Lambertus ten Cate (1796-1871)
- (1862) - Gerard Adriaan Loeff (1835-1919)
- (1863-1867) - Willem Christiaan Theodoor van Nahuys (1820-1901), was burgemeester van Wijhe, werd burgemeester van Zwolle
- (1867-1869) - Jhr. George Anthony Clifford (1833-1871), was burgemeester van Oldemarkt
- (1869-1884) - Jacobus Petrus Sprenger van Eijk (1834-1911)
- (1884-1896) - Tjeerd van der Zee (1849-1912)

## 20e eeuw
| Ambtsperiode | Naam burgemeester                                      | Partij of stroming | Bijzonderheden                                                            |
| ------------ | ------------------------------------------------------ | ------------------ | ------------------------------------------------------------------------- |
| 1896 - 1932  | Edo Bergsma (1862-1948)                                | Liberale Unie      | was burgemeester van Het Bildt                                            |
| 1933 - 1944  | Johannes Jacobus Gerardus Everwijn Rückert (1886-1949) |                    | was bij de bevrijding ziek, kreeg met ingang van 1946 ontslag op verzoek) |
| 1944         | Jan Jacob Hendrik Schulp (1895-1975)                   | NSB                | waarnemend                                                                |
| 1944         | Jan Hendrik Oonk (1897-1962)                           | NSB                | waarnemend                                                                |
| 1945 - 1945  | Wouter Roelof Jager (1898-1967)                        | NSB                | waarnemend                                                                |
| 1945 - 1946  | mr. Jan Willem Arnold van Hattum (1899-?)              |                    | waarnemend                                                                |
| 1946 - 1958  | Meine van Veen (1893-1970)                             | PvdA               |                                                                           |
| 1958 - 1965  | Wim Thomassen (1909-2001)                              | PvdA               | werd burgemeester van Rotterdam                                           |
| 1965 - 1977  | mr. Auke Johannes Vleer (1911-1981)                    |                    |                                                                           |
| 1977         | Dirk Roelofs (1919-2004)                               | PvdA               | waarnemend                                                                |
| 1977 - 1994  | Ko Wierenga (1933-2013)                                | PvdA               |                                                                           |

## 21e eeuw
| Ambtsperiode | Naam burgemeester           | Partij of stroming | Bijzonderheden                                                      |
| ------------ | --------------------------- | ------------------ | ------------------------------------------------------------------- |
| 1994 - 2005  | Jan Mans (1940-2021)        | PvdA               | was burgemeester van Kerkrade                                       |
| 2005 - 2014  | Peter den Oudsten (*1951)   | PvdA               | was burgemeester van Meppel en vertrok naar Groningen               |
| 2015         | Fred de Graaf (*1950)       | VVD                | waarnemend                                                          |
| 2015 - 2021  | Onno van Veldhuizen (*1962) | D66                | was burgemeester van Hoorn                                          |
| 2020 - 2021  | Henk Jan Meijer (*1951)     | VVD                | waarnemend                                                          |
| 2021 - 2022  | Theo Bovens (*1959)         | CDA                | waarnemend                                                          |
| 2022 - heden | Roelof Bleker (*1967)       | partijloos         | was bestuursvoorzitter van Hogeschool voor de Kunsten Utrecht (HKU) |